# 哈尔布克
哈尔布克是德国萨克森-安哈尔特州的一个市镇。总面积18.92平方公里，总人口1749人，其中男性997人，女性752人（2011年12月31日），人口密度92人/平方公里。